# Uhu (1985–1989)
Uhu  (Eigenschreibweise UhU) war ein Naturmagazin in Ost-Berlin, welches von 1985 bis 1989 jährlich einmal erschien.

## Geschichte
1985 gründete der Journalist und Fotograf Klaus-Dieter Mörl Uhu. Ein Magazin für Naturfreunde. Es erschien jährlich im Berliner Verlag und hatte in der Regel 36 Seiten, mit zahlreichen farbigen Fotos und einem Tierposter. Das Magazin berichtete über Tiere und andere Naturthemen und war die erste Zeitschrift in der DDR, die sich in dieser Form dem Naturschutz widmete.
Ende 1989 erschien die letzte Ausgabe. Klaus-Dieter Mörl erhielt 1990 als erster DDR-Journalist für die Herausgabe des Uhu und sein weiteres Engagement den Umweltpreis für Journalisten.

## Inhaltsverzeichnis (Beispiel)
1985
- Seite 5 In Moskau schlägt die Nachtigall
- Seite 6 Damwild-Report
- Seite 10 Vom Aussterben bedroht
- Seite 15 Wo bleiben die Maikäfer?
- Seiten 16/17 Uhu Aktuell
- Seite 22 Wilde Beeren
- Seiten 24/25 Geschichten von Erwin Strittmatter
- Seite 26 König oder Forstschädling?
- Seite 27 Tiere vor der Kamera
- Seiten 28/29 Porträt eines Revierförsters
- Seiten 30/31 Ein Dach für Adebar
- Seiten 32/33 Vögel im Garten